# Noue (affluent du Cosson)
Pour les articles homonymes, voir Noue.
La Noue est un cours d'eau français qui coule dans le département de Loir-et-Cher. C'est un affluent du Cosson en rive droite et donc un sous-affluent de la Loire.

## Géographie
La Noue présente une longueur de 12,4 kilomètres. Elle prend sa source dans la commune de Montlivault, près de la rue de Saint-Dyé en limite est de la commune à une altitude de 74 m, s'écoule vers le sud-ouest et se jette dans le Cosson, dans la commune de Vineuil, au niveau du secteur de la Bouillie, à une altitude de 68 m.

### Communes traversées
La Noue traverse 3 communes, soit de l'amont vers l'aval : Montlivault, Saint-Claude-de-Diray, Vineuil (Loir-et-Cher).
Les bassins hydrographiques sont découpés dans le référentiel national BD Carthage en éléments de plus en plus fins, emboîtés selon quatre niveaux : régions hydrographiques, secteurs, sous-secteurs et zones hydrographiques. Le bassin versant de la Noue s'insère dans la zone hydrographique « Le Cosson du Fosse La Noue (C) au Beuvron & Le Beuvron du Cosson à la Loire (Nc)  », au sein du bassin DCE plus large « La Loire, les cours d'eau côtiers vendéens et bretons ».

## Pêche et peuplements piscicoles
Sur le plan piscicole, la Noue est classée en deuxième catégorie piscicole. L'espèce biologique dominante est constituée essentiellement de poissons blancs (cyprinidés) et de carnassiers (brochet, sandre et perche). 

## Qualité des eaux

### État des masses d'eau et objectifs
Issu de la Directive cadre européenne sur l’eau (DCE) du 23 octobre 2000, le découpage en masses d’eau permet d'utiliser un référentiel élémentaire unique employé par tous les pays membres de l'Union européenne. Une masse d'eau de surface est une partie distincte et significative des eaux de surface, telles qu'un lac, un réservoir, une rivière, un fleuve ou un canal, une partie de rivière, de fleuve ou de canal, une eau de transition ou une portion d’eaux côtières. Pour les cours d’eau, la délimitation des masses d’eau est basée principalement sur la taille du cours d’eau et la notion d’hydro-écorégion. Ces masses d’eau servent ainsi d’unité d’évaluation de l’état des eaux dans le cadre de la directive européenne. La Noue fait partie de la masse d'eau codifiée FRGR0309b et dénommée « Le Cosson depuis Vineuil jusqu'à la confluence avec le Beuvron ».
Le schéma directeur d'aménagement et de gestion des eaux (Sdage) Loire-Bretagne est un document de planification dans le domaine de l’eau. Il définit, pour une période de six ans les grandes orientations pour une gestion équilibrée de la ressource en eau ainsi que les objectifs de qualité et de quantité des eaux à atteindre dans le bassin Loire-Bretagne. L'état des lieux 2013 défini dans la SDAGE 2016 – 2021 et les objectifs à atteindre pour cette masse d'eau sont les suivants,, :

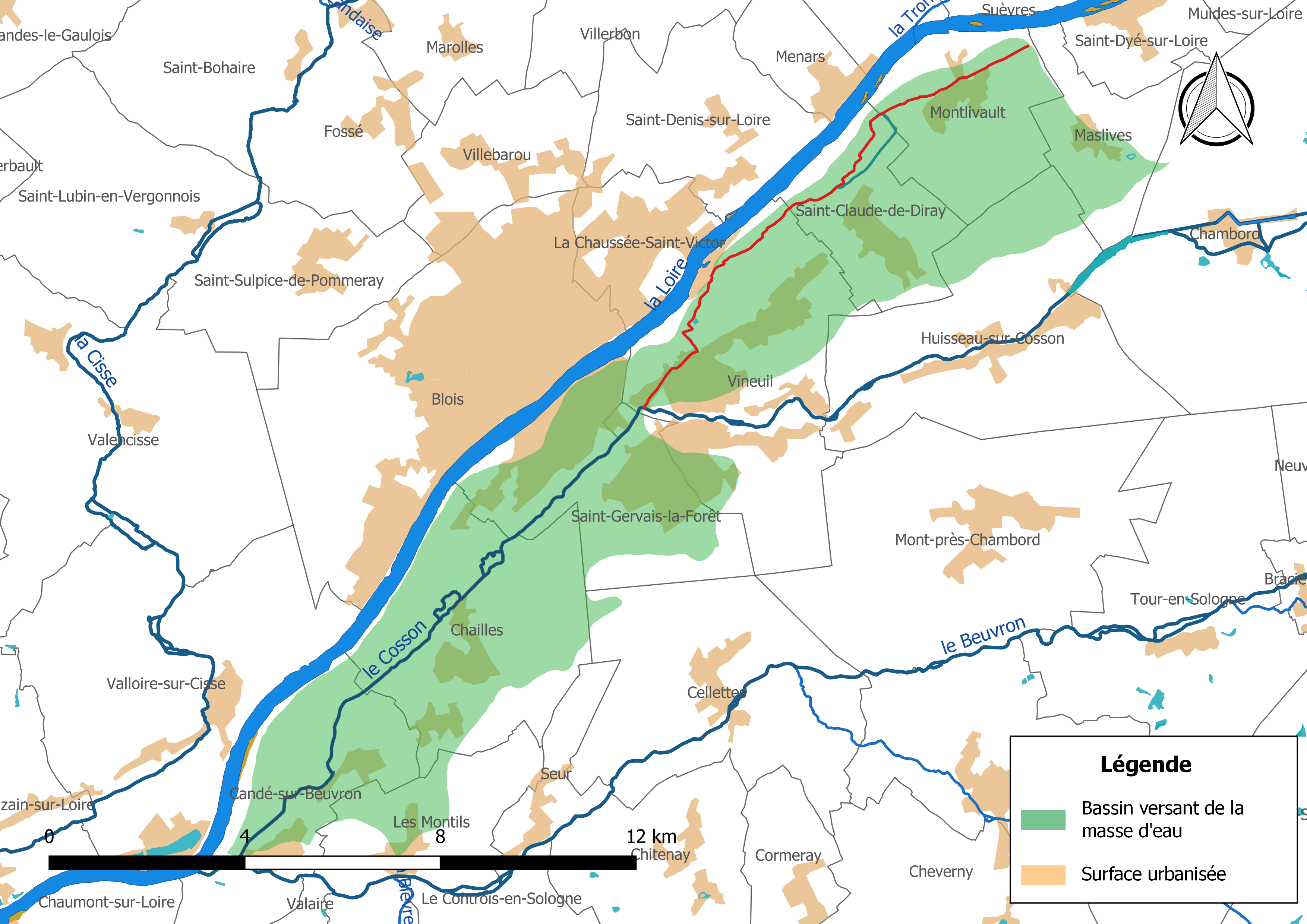
Masse d'eau FRGR0309b « Le Cosson depuis Vineuil jusqu'à la confluence avec le Beuvron » et son bassin versant (la Noue en rouge).

| Code masse d'eau | Libellé masse d'eau                                            | État écologique 2013 des cours d'eau | État écologique 2013 des cours d'eau | État écologique 2013 des cours d'eau | État écologique 2013 des cours d'eau | Objectifs                  | Objectifs                  | Objectifs                | Objectifs                | Objectifs              | Objectifs              |
| Code masse d'eau | Libellé masse d'eau                                            | État écologique                      | État biologique                      | État physico-chimie générale         | État Polluants spécifiques           | Objectif d'état écologique | Objectif d'état écologique | Objectif d'état chimique | Objectif d'état chimique | Objectif d'état global | Objectif d'état global |
| ---------------- | -------------------------------------------------------------- | ------------------------------------ | ------------------------------------ | ------------------------------------ | ------------------------------------ | -------------------------- | -------------------------- | ------------------------ | ------------------------ | ---------------------- | ---------------------- |
| FRGR0309b        | Le Cosson depuis Vineuil jusqu'à la confluence avec le Beuvron | Moyen                                | Moyen                                | Bon état                             | Bon état                             | Bon état                   | 2027                       | Bon état                 | ND                       | Bon état               | 2027                   |

### Continuité écologique
La Noue, de la source jusqu'à la confluence avec l'Ixeure, sont classés dans la liste 1 au titre de l'article L. 214-17 du code de l'environnement sur le Bassin Loire-Bretagne. Du fait de ce classement, aucune autorisation ou concession ne peut être accordée pour la construction de nouveaux ouvrages s'ils constituent un obstacle à la continuité écologique et le renouvellement de la concession ou de l'autorisation des ouvrages existants est subordonné à des prescriptions permettant de maintenir le très bon état écologique des eaux. 

## Gouvernance

### Échelle du bassin
En France, la gestion de l’eau, soumise à une législation nationale et à des directives européennes, se décline par bassin hydrographique, au nombre de sept en France métropolitaine, échelle cohérente écologiquement et adaptée à une gestion des ressources en eau. La Noue est sur le territoire du bassin Loire-Bretagne et l'organisme de gestion à l'échelle du bassin est l'agence de l'eau Loire-Bretagne.